# 60-та піхотна дивізія (Третій Рейх)
60-та піхотна дивізія (нім. 60. Infanterie-Division) — бойове з'єднання, піхотна дивізія вермахту часів Другої світової війни. Сформована наприкінці 1939 року в Польщі.

## Бойовий шлях дивізії
У 1941 році дивізія була переведена до Румунії і у квітні взяли участь у вторгненні в Югославію і Грецію. Подрозділ брав участь в операції Барбаросса, просуваючись через Умань та Дніпро в рамках першої танкової армії (командувач генерал фон Клейст). Так само брала участь у нападі та окупації Ростова-на-Дону, поки не була вибита разом з іншими німецькими військами на річці Міус. У серії оборонних боїв взимку 1941—1942 дивізії вдалося утримати свою позиції. У березні 1942 року брала участь у боях під Харковом. Пізніше в 1942 році дивізія була переведена під Сталінград, брала участь в боях, на початку 1943 року потрапила в оточення під Сталінградом, і знищена. У середині 1943 року було видано наказ про її розформування.